# Aeródromo Lib Mandi
El Aeródromo Lib Mandi  (ICAO: SPLX) es un aeródromo ubicado en el distrito de San Bartolo. Está localizado en la ciudad de Lima, dentro de la provincia y departamento homónimos. La pista de aterrizaje se sitúa a 2.4 kilómetros (1.5 mi) desde la orilla del océano Pacífico. Es base de la escuela de pilotos (Masters of the Sky) y sirve ahora como hub para la aerolínea regional Aero Link, que conecta Lima con otras ciudades del país.
Como dato adicional, este es el único medio de transporte aéreo ubicado en la ciudad de Lima, ya que el Aeropuerto Internacional Jorge Chávez se localiza en la ciudad del Callao. Sin embargo, el aeródromo limeño no recibe aviones pertenecientes a las aerolíneas, sólo alberga a las aeronaves ligeraas de la aerolínea charter Aero Link y aeronaves de instrucción (Master of the sky).

## Aerolíneas y destinos
| Aerolíneas        | Destinos                              |
| ----------------- | ------------------------------------- |
| Aero Link         | vuelos chárter dentro de Perú         |
| Master Of The sky | Vuelos de instrucción dentro del Perú |
| Aviatur           | Vuelos de instrucción dentro del Perú |